# كيإيج إيشيدزكا
كيإيجِ إيشيدْزُكا (باليابانية: 石塚 啓次) (26 أغسطس 1974 في كيوتو في اليابان – )؛ هو لاعب كرة قدم ياباني سابق كان يلعب كمهاجم.

## وصلات خارجية
- كيإيج إيشيدزكا على موقع رابطة كرة القدم اليابانية للمحترفين (اليابانية)
- كيإيج إيشيدزكا على موقع قاعدة بيانات كرة القدم.إي يو (الإنجليزية)
- كيإيج إيشيدزكا على موقع عالم كرة القدم.نت (الإنجليزية)